# Амулет (фильм, 2020)
«Амулет» (англ. Amulet) — британский фильм ужасов 2020 года, режиссёром и сценаристом которого стала Ромола Гарай.

## Сюжет
Бездомному бывшему солдату в Лондоне предлагают остановиться в полуразрушенном доме, где живут молодая женщина и её умирающая мать, и он начинает подозревать, что там тоже живет что-то сверхъестественное.

## В ролях
- Алек Секаряну — Томаз
- Карла Юри — Магда
- Аггелики Папоулья — Мириам
- Имельда Стонтон — сестра Клэр
- Ана Раддин — мать

## Производство
Фильм был анонсирован в апреле 2018 года вместе с актёрским составом. Производство началось осенью 2018 года, с оригинальным названием «Outside». Мэтью Джеймс Уилкинсон, продюсер фильма, назвал его «феминистским фильмом ужасов» и что Гарай «определенно хотела взглянуть на происходящее с точки зрения нынешней гендерной политики и поставить её во главе».

## Релиз
Премьера фильма «Амулет» состоялась в ночной программе кинофестиваля «Сандэнс» 26 января 2020 года. В ограниченный прокат фильм вышел в США 24 июля 2020 года.

## Отзывы критиков
На сайте-агрегаторе Rotten Tomatoes фильм имеет рейтинг одобрения 73 %, основанный на 96 рецензиях, со средним рейтингом 6,2 из 10. На Metacritic фильм имеет среднюю оценку 64 из 100, основанную на 18 рецензиях.